# Brent Haygarth
Brent Haygarth (Durban, 27 dicembre 1967) è un ex tennista sudafricano.

## Carriera
Figlio di Renee Schuurman, ottenne il suo best ranking in singolare il 16 luglio 1990 con la 384ª posizione, mentre nel doppio divenne l'11 ottobre 1999, il 40º del ranking ATP.
Esperto doppista, vinse in questa specialità, sei titoli del circuito ATP, il primo dei quali al South African Open nel 1994 in coppia con il connazionale Marius Barnard. Nei tornei del grande slam raggiunse in due occasioni i quarti di finale; nel torneo di Wimbledon 1994, in coppia con Barnard venne sconfitto da Wayne Ferreira e dal tedesco Michael Stich in tre set, mentre nell'US Open 1999, in coppia con Jeff Coetzee, fu sconfitto da Jonas Björkman e da Byron Black con un doppio 3-6.

## Statistiche

### Tornei ATP

#### Doppio

##### Vittorie (6)
| Legenda singolare                                    |
| Grande Slam (0)                                      |
| ATP World Tour Finals (0)                            |
| ATP Super 9 / ATP Masters Series (0)                 |
| ATP Championship Series / ATP International Gold (0) |
| ATP World Series / ATP International Series (6)      |

| Numero | Data           | Torneo                            | Superficie    | Compagno             | Avversari in finale           | Punteggio     |
| 1.     | 28 marzo 1994  | South African Open, Sun City      | Cemento       | Marius Barnard       | Ellis Ferreira Grant Stafford | 6-3, 7-5      |
| 2.     | 31 luglio 1995 | Countrywide Classic, Los Angeles  | Cemento       | Kent Kinnear         | Scott Davis Goran Ivanišević  | 6-4, 7-6      |
| 3.     | 15 aprile 1996 | Bermuda Open, Bermuda             | Terra verde   | Jan Apell            | Pat Cash Patrick Rafter       | 3-6, 6-1, 6-3 |
| 4.     | 17 giugno 1996 | ATP Bologna Outdoor, Bologna      | Terra rossa   | Christo van Rensburg | Karim Alami Gábor Köves       | 6-1, 6-4      |
| 5.     | 27 aprile 1998 | Verizon Tennis Challenge, Atlanta | Terra verde   | Ellis Ferreira       | Alex O'Brien Richey Reneberg  | 6-3, 0-6, 6-2 |
| 6.     | 4 ottobre 1999 | Swiss Indoors, Basilea            | Sintetico (i) | Aleksandar Kitinov   | Jiří Novák David Rikl         | 0-6, 6-4, 7-5 |

##### Sconfitte in finale (6)
| Legenda singolare                                    |
| Grande Slam (0)                                      |
| ATP World Tour Finals (0)                            |
| ATP Super 9 / ATP Masters Series (0)                 |
| ATP Championship Series / ATP International Gold (0) |
| ATP World Series / ATP International Series (6)      |

| Numero | Data              | Torneo                                              | Superficie    | Compagno       | Avversari in finale                | Punteggio        |
| 1.     | 8 giugno 1992     | ATP Firenze, Firenze                                | Terra rossa   | Royce Deppe    | Marcelo Filippini Luiz Mattar      | 4-6, 7-6, 4-6    |
| 2.     | 27 gennaio 1997   | Croatian Indoors, Zagabria                          | Sintetico (i) | Mark Keil      | Saša Hiršzon Goran Ivanišević      | 4-6, 3-6         |
| 3.     | 9 febbraio 1998   | St. Petersburg Open, San Pietroburgo                | Sintetico (i) | Marius Barnard | Nicklas Kulti Mikael Tillström     | 6-3, 3-6, 6-7    |
| 4.     | 17 maggio 1999    | Internationaler Raiffeisen Grand Prix, Sankt Pölten | Terra rossa   | Robbie Koenig  | Andrew Florent Andrej Ol'chovskij  | 7-5, 4-6, 5-7    |
| 5.     | 14 giugno 1999    | Nottingham Open, Nottingham                         | Erba          | Marius Barnard | Patrick Galbraith Justin Gimelstob | 7-5, 5-7, 3-6    |
| 6.     | 10 settembre 2001 | Brasil Open, Salvador                               | Cemento       | Gastón Etlis   | Enzo Artoni Daniel Melo            | 3-6, 6-1, 6(5)–7 |

### Tornei minori

#### Doppio

##### Vittorie (7)
| Legenda tornei minori |
| Challenger (7)        |
| Futures (0)           |

| Numero | Data              | Torneo                                      | Superficie  | Compagno        | Avversari in finale                 | Punteggio     |
| 1.     | 10 settembre 1990 | Azores Challenger, Azzorre                  | Cemento     | Scott Patridge  | Andrew Castle Nduka Odizor          | 6-7, 7-6, 6-3 |
| 2.     | 10 giugno 1991    | Cologne Challenger, Colonia                 | Terra rossa | Byron Talbot    | Magnus Gustafsson Alexander Mronz   | 7-5, 6-4      |
| 3.     | 27 aprile 1992    | Acapulco Challenger, Acapulco               | Terra rossa | Royce Deppe     | Gustavo Guerrero Roberto Saad       | 6-3, 4-6, 7-6 |
| 4.     | 5 ottobre 1992    | Reggio Calabria Challenger, Reggio Calabria | Terra rossa | Tomáš Anzari    | João Cunha e Silva Dmitrij Poljakov | 6-4, 7-6      |
| 5.     | 26 ottobre 1992   | Brest Challenger, Brest                     | Cemento (i) | Marius Barnard  | Ģirts Dzelde Bent-Ove Pedersen      | 6-2, 7-6      |
| 6.     | 20 settembre 1993 | Oporto Challenger, Porto                    | Terra rossa | Johan De Beer   | Cristian Brandi Federico Mordegan   | 6-2, 2-6, 7-6 |
| 7.     | 18 settembre 2000 | Houston Challenger, Houston                 | Cemento     | Marcos Ondruska | James Blake Kevin Kim               | 6-4, 6-2      |